# Arturo Ciano
Arturo Ciano (Livorno, 26 gennaio 1874 – 31 agosto 1943) è stato un ammiraglio e imprenditore italiano.

## Biografia
Figlio di Raimondo, di origine napoletana, e di Argia Puppo, di origine genovese, fu ammesso all'Accademia Navale nel 1890 conseguendo, tre anni dopo, la nomina a guardiamarina. Ufficiale subalterno sulla nave scuola cannonieri Italia, sull'incrociatore torpediniere Tripoli, sull'ariete torpediniere Dogali e sulla pirofregata corazzata Palestro. Allo scoppio della guerra italo-turca nel 1911 fu assegnato, con il grado di primo tenente di vascello, al comando ufficiale della torpediniera d'alto mare Clio. L'anno seguente fu destinato alla Direzione artiglieria di Spezia. Nelle primissime ore del mattino del 24 maggio 1915, al comando della cacciatorpediniere Zeffiro Arturo Ciano guidò la conquista dell'avamposto frontaliero austroungarico di Porto Buso, posto all'imbocco della laguna di Grado. Raggiunse il grado di ammiraglio di divisione della riserva navale, fu poi amministratore delegato dei cantieri navali Odero-Terni-Orlando. Era fratello di Alessandro e Costanzo Ciano e zio di Galeazzo.
Partecipò con Gabriele D'Annunzio, Luigi Rizzo e i fratelli Alessandro e Costanzo alle incursioni navali coi MAS in Alto Adriatico durante la prima guerra mondiale; fu dirigente di uno dei più importanti stabilimenti industriali italiani, personaggio legato al fascismo; è citato in almeno 50 pubblicazioni.
Morì in circostanze misteriose: secondo il pronipote Fabrizio Ciano, figlio di Galeazzo Ciano, morì stroncato da infarto mentre si trovava in viaggio su un treno, contestando l'ipotesi del suicidio.